# البورصة الإيطالية

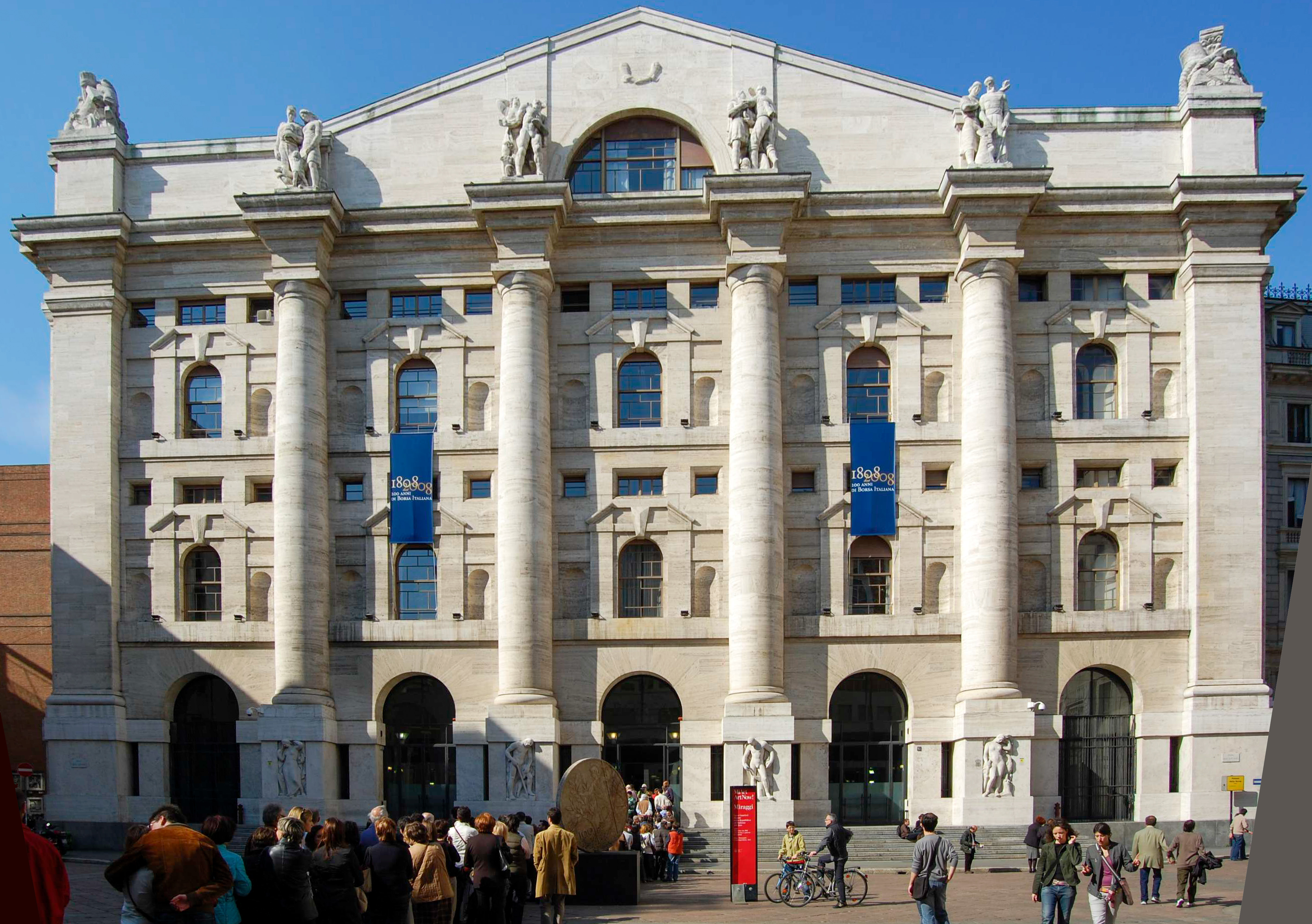
Le Palazzo mezzanotte في ميلانو الإيطالية

تم إنشاء بناية البورصة الإيطالية الحديثة عن طريق شركة البورصة الإيطالية S.P.A التي مقرها مدينة بيملانو الإيطالية  والتي تأسست سنة 1997. ومؤشر البورصة الإيطالية الرئيسي هو S&P/MIB  والذي حصته المالية من أكبر حصص الشركات الإيطالية، البورصة تتواجد حاليا في مركز مدينة ميلانو في قصر  Mezzanotte ولكنه ليس بعيداً عن موقع الدوم الشهير
أما البناية القديمة للبورصة الإيطالية فقد تم بنائها سنة 1801 في Palazzo dei Giureconsulti
ولقد تم شرائها من قبل سوق لندن للأوراق المالية المتواجد بإنجلترا ومقره متواجد في مدينة لندن الإنجليزية.

## العصر الوسيط والحديث
بدأ العمل بالبورصة الايطالية منذ القرن الثالث عشر وارتبط انتشاره ب (لوجا داي مركانتي) اى ب أسواق التجارة مثل سوق مدينة جينوفا كما ارتبط أيضا بظهور ب الشركات الاوائل ذات المسئولية المحدودة ووفروة العنصر البشري.
أَنشأت أول بورصة في إيطاليا بمدينة فينيتسيا عام 1630. ويعد ظهور البورصة الايطالية فالعصر الحديث نتيجة لاتباع النظام المالي الفرنسي ونظام السجلات الجارية الذي أُنشأ في القرن 19 ثم تم إنشاء بورصة بمدينة ترياستا عام 1775 التي كانت محتلة من قبل النمسا ثم تم إنشاء بورصة بمدينة نابولي عام 1778.

### وصلات خارجية
- (it+en) Site officiel